# Fulgurit

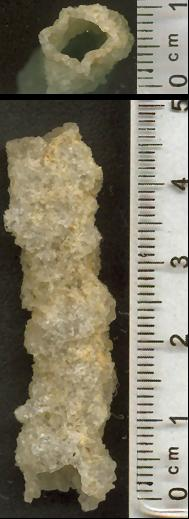
Fulgurit (Draufsicht und Vorderansicht) aus Okeechobee im US-Bundesstaat Florida.

Zeichnungen aus Fiedlers Publikation von 1817 zu seinen Fulgurit-Funden in der Senne.

Fulgurite (von lateinisch fulgur, „Blitz“), auch Blitzverglasung, Blitzsinter, Blitzröhren, sind durch Blitzeinschlag im Gestein oder Sand entstandene Röhren.

## Beschreibung
Durch die beim Einschlag entstehenden Temperaturen von bis zu 30.000 °C verglasen die Wandungen durch Aufschmelzung des Gesteins. Die Röhren messen etwa 2 cm im Querschnitt und sind oft mehrere Meter lang. Häufig verzweigen sich die Enden. Nach den vom Blitz getroffenen Gesteinen werden Sand- und Felsfulgurite unterschieden. In Fulguriten wurden relativ seltene Minerale und chemische Verbindungen nachgewiesen, wie zum Beispiel das Mineral Lechatelierit, das ansonsten nur in Tektiten und Impaktgläsern gefunden wurde. War der Sand mit organischen Stoffen vermengt, können auch Fullerene entstehen, die in der Natur sonst sehr selten vorkommen.

## Abgrenzung
Als Pseudofulgurite bezeichnet man gelegentlich ähnlich aussehende röhrenartige Gebilde, die aber auf andere Ursachen zurückgehen (zum Beispiel bioturbate Spuren wie etwa Grabbauten von marinen Krebstieren). Diese Strukturen werden Bioturbaturen genannt. Zuweilen werden röhrenförmige Sinter- und Erosionserscheinungen mit Fulguriten verwechselt, wie die sogenannten „Blitzröhren“ von Battenberg.
Unter dem Namen Fulgurit werden in der Baustoffindustrie auch Baustoffe der Fulgurit-Werk Luthe, etwa Dachplatten, vertrieben. Asbestbaustoffe werden unter dem Markennamen nicht mehr hergestellt.

## Geschichte
Jahrhundertelang gaben die senkrecht im Boden steckenden Röhren den Menschen Rätsel auf. Bereits der persische Universalgelehrte Ibn Sina beschäftigte sich im 11. Jahrhundert nach eigenen, kupferhaltigen Funden in Turkestan mit ihnen, allerdings ohne zu einer schlüssigen Erklärung hinsichtlich ihrer Entstehung zu gelangen. Er versuchte, die Objekte zu schmelzen, wobei sie mit grünem Rauch brannten und eine ascheartige Substanz hinterließen. Auch sein Zeitgenosse und Kollege al-Bīrūnī forschte zu diesem Thema.
Eine weitere nennenswerte Erwähnung datiert aus dem Jahr 1711. Damals publizierte Leonhard David Hermann (1670–1736) sein dreibändiges Werk Maslographia. Er arbeitete als evangelischer Pastor im Dorf Massel (Masłów) bei Trebnitz (Trzebnica) im niederschlesischen Herzogtum Oels, tat sich jedoch auch als Regionalhistoriker und Archäologe hervor. Ab 1706 hatte er in der Region zahlreiche bronze- und eisenzeitliche Brandgräber und darin enthaltene Urnengefäße ausgegraben und war dabei auch auf Fulgurite gestoßen. Er missinterpretierte sie jedoch als „eine Frucht von einem unterirdischen Feuer“ und ging sogar so weit, ihnen einen möglichen medizinischen Nutzen zuzuschreiben. Hermann wurde zwar in Anerkennung seiner ur- und frühgeschichtlichen Forschungen unter anderem 1725 in die Königlich Preußische Societät der Wissenschaften aufgenommen; nach seinem Tod gerieten seine Arbeiten aber rasch in Vergessenheit.
Gelöst wurde das Rätsel um die Fulgurite schließlich Anfang des 19. Jahrhunderts. Während Wanderungen durch die sandige Heidelandschaft Senne in der deutschen Region Ostwestfalen-Lippe war der Landwirt Hentzen auf mehrere Exemplare gestoßen und machte diese Funde zusammen mit dem Mineralogen und Bergrat Johann Karl Wilhelm Voigt im Jahr 1805 bekannt. Beide lieferten auch die korrekte Erklärung zur Entstehung der Röhren. Die erste ausführliche Beschreibung erfolgte dann 1817 in den Annalen der Physik durch Karl Gustav Fiedler. Dieser hatte zusammen mit Hentzen erneut die Senne durchstreift und dabei mehrere Röhren gefunden. In seiner Publikation erläuterte er die jeweiligen Fundsituationen, schrieb über die mineralogisch-physikalischen Eigenschaften der Röhren und erläuterte ihre Präparation.